# Mohammad Paziraei
Mohammad Paziraei est un lutteur iranien né le 4 août 1929 à Bakou en Azerbaïdjan et mort le 9 mars 2002 à Téhéran. Il est spécialisé en lutte gréco-romaine.

## Palmarès

### Jeux olympiques
- Médaille de bronze dans la catégorie des moins de 52 kg en 1960 à Rome[1]